# Сарвар, Мухаммед
Мухаммед Сарвар (англ. Muhammad Sarwar), родился в пакистанском посёлке Сингхори, недалеко от города Равалпинди. Погиб во время первой индо-пакистанской войны. Посмертно награждён высшей военной наградой Пакистана — Нишан-я-Хайдер.

## Биография
В 1947 году Мухаммед Сарвар воевал в Кашмире, был командиром полка. Именно его полку удалось выбить, превосходящие по численности, индийские войска из воинских частей, расположенных на севере Кашмира. Благодаря этой победе данная территория перешла под контроль Пакистана и вошла в состав государства под названием Гилгит-Балтистан.
27 июля 1948 года капитан Сарвар возглавил атаку пакистанцев на сильно укреплённые позиции противника в районе города Ури. При попытке перебраться через оборонительное сооружение индийцев, он был изрешечен очередью из пулемёта.